# Setsuko Icon / POETGRAPHOLLIA
Setsuko Icon / POETGRAPHOLLIA（セツコ・アイコン / ポエトグララフォリア）は、詩人・美術家・ポエトリーパフォーマーの千葉節子Setsuko Chibaがモデルと詩を、そして、写真家の池尻清が撮影を担当する文学と写真のコラボレーション。

## 概要
モール、スタジオ恵比寿等写真専門ギャラリーの他、市民のための横浜トリエンナーレ招待展覧会等、国内外で発表。日本カメラ等の写真専門誌、又、DRUG等の写真と文学を扱うカルチャー誌、そして、イタリアのミラノのファッション誌、eye style international magazine等に掲載された。